# Kwartalnik Opolski
Kwartalnik Opolski. Organ Opolskiego Towarzystwa Przyjaciół Nauk – kwartalnik ukazujący się od 1955 roku w Opolu. Wydawcą jest Opolskie Towarzystwo Przyjaciół Nauk. Publikowane są w nim artykuły naukowe, recenzje, materiały dotyczące historii regionu opolskiego. 